# Revealed Recordings
Revealed Recordings är ett självständigt skivbolag från Nederländerna som grundades 2010 av den Nederländska DJn Robbert van de Corput, mer känd som Hardwell. Revealed fokuserar mest på Big Room House, Progressive House och Electro House musik. Direkt efter grundandet av Revealed , Så gick Dyro och Dannic med i skivbolaget som artister.